# Agalychnis dacnicolor
Agalychnis dacnicolor (Cope, 1864) è una rana appartenente alla famiglia Phyllomedusidae, endemica del Messico.
Il suo habitat naturale è la foresta tropicale, e subtropicale, nei fiumi, nelle paludi, negli stagni ed in piccoli ristagni di acqua.
Gli adulti crescono fino a 100 mm in lunghezza con un dorso verde, cosparso di macchie bianche. Il ventre è bianco con zampe e dita arancioni. La specie ha occhi dorati e le femmine sono più larghe dei maschi.
Passano il giorno prevalentemente sotto le pietre o i tronchi e mangiano principalmente insetti, durante la notte.